# 彭际淼
彭际淼（1964年12月—），湖南保靖人，土家族，无党派人士。中华人民共和国政治人物、第十三届全国人民代表大会湖南地区代表。

## 生平
2018年2月24日，当选为第十三届全国人大代表。